# Gianfranco Salis
Gianfranco Salis (Roma, 1949) è un fotografo italiano.

## Biografia
Nato a Roma nel 1949 da una famiglia di origine sarda, nel 1968 Gianfranco Salis lascia la passione per la musica per dedicarsi alla fotografia.
Prima assistente di laboratorio, poi fotografo di scena a Cinecittà, collabora con Tazio Secchiaroli sui set di Amarcord e I clown di Federico Fellini ed Il viaggio di Vittorio De Sica.
Tra un set e l'altro avvia i propri ritratti a personaggi del mondo dello spettacolo (Claudia Cardinale e Laura Antonelli addirittura in esclusiva), seguiti poi da quelli alla nobiltà romana.
Professionalmente ha lavorato per produttori, registi e attori documentando le fasi di lavorazione dei film, e fu particolare la sua consuetudine con il regista Tinto Brass.
Verso la metà degli anni '80 viene incaricato da Giorgio Armani di fotografare Laura Morante, testimonial del suo primo profumo femminile. In seguito è stato attratto artisticamente da Moana Pozzi e Ilona Staller, di cui ha eseguito ritratti. Nel 1988 vince, con il ritratto di Marisa Berenson, "The professional photographer's showcase" all'Epcot Center di Orlando USA.